# What Do I Call You
What Do I Call You é o quarto extended play (EP) em língua coreana e o sétimo EP geral da cantora sul-coreana Taeyeon. O seu lançamento ocorreu em 15 de dezembro de 2020 pela SM Entertainment e consiste de seis faixas, incluindo a faixa-título de mesmo nome e "Happy", single digital lançado previamente, em maio de 2020.
What Do I Call You incorpora diversos gêneros musicais, sendo mais notadamente o R&B e o pop. Comercialmente, o EP se estabeleceu em número quatro pela parada sul-coreana Gaon Album Chart e atingiu o topo do número de vendas de álbuns digitais na China, em seu lançamento.

## Antecedentes e lançamento
Em 20 de novembro de 2020, a SM anunciou que Taeyeon estava se preparando para o lançamento de um EP, previsto para o próximo mês. Mais tarde, em 30 de novembro, Taeyeon anunciou seu retorno, através de suas redes sociais com a mensagem: ""Voltarei em breve". Em 3 de dezembro, a SM anunciou que o EP What Do I Call You, seria lançado em 15 de dezembro. A pré-venda do mesmo iniciou-se no mesmo dia. O lançamento marcou o retorno doméstico de Taeyeon em sete meses, desde o lançamente de "Happy" em maio de 2020.
A edição digital de What Do I Call You contém cinco canções, enquanto seu lançamento físico inclui o single "Happy" totalizando seis canções. Existem duas versões de sua edição física, com cada uma contendo uma versão de capa diferente, design de CD-Rom, encarte, pôster, cartão postal, marcador e cartão de foto.

## Recepção da crítica
| Críticas profissionais | Críticas profissionais |
| Avaliações da crítica  | Avaliações da crítica  |
| Fonte                  | Avaliação              |
| ---------------------- | ---------------------- |
| IZM                    | [ 9 ]                  |

A publicação Teen Vogue escolheu What Do I Call You como um dos melhores momentos do K-pop de 2020, com a contribuidora Hannah Weiss escrevendo: "Com sua paisagem sonora relaxante e os vocais arejados de Taeyeon, 'What Do I Call You' é a trilha sonora perfeita para encerrar 2020. O álbum examina a solidão, o desejo e o arrependimento através de um filtro suave, compartilhando um toque de calor para nos transportar neste inverno".
Lim Seon-hee da revista IZM, comparou os conceitos utilizados no EP aos da cantora estadunidense Taylor Swift e seus estilos musicais a também estadunidense Ariana Grande, analisando que What Do I Call You é "uma colaboração de temperamento e sinceridade, com uma gama mais ampla de emoções, apesar do método de 'remoção' sem enfeites e excessos. Agora, não importa o gênero que tente, ela pode facilmente construir um mastro com seu nome inscrito" e por fim, realizou elogios aos vocais de Taeyeon dizendo: "Além de tudo, o álbum ganha vida apenas pelo toque profundo da voz que sopra quente na estação do vento cortante".

## Lista de faixas
| What Do I Call You – Edição digital |                           | | |                                   |         |  |
| N.º                                 | Título                    | Letras | Música | Arranjos                          | Duração |  |
| 1.                                  | "What Do I Call You"      | Kenzie | Linnea Södahl Caroline Pennell David Pramik                                                                                        | David Pramik                      | 2:47    |  |
| 2.                                  | "Playlist"                | Jeon Ji-eun (January 8th (lalala Studio) Hwang Seon-jeong (January 8th (lalala Studio) Kim Jeong-mi (January 8th (lalala Studio) | Mike Daley Mitchell Owens Nicole "Kole" Cohen                                                                                      | Mike Daley                        | 2:43    |  |
| 3.                                  | "To the Moon"             | Taeyeon Yorkie (Devine Channel) SOLE (Devine Channel)                                                                            | Taeyeon Yorkie (Devine Channel) Ryan Kim (Devine Channel) Andreas "Mage" Maggiani (Devine Channel) SOLE (Devine Channel) Sakehands | Devine Channel Sakehands          | 2:42    |  |
| 4.                                  | "Wildfire" (hangul: 들불) | Jo Yoon-kyung | Blaq Tuxedo | Blaq Tuxedo Michael Jiminez IMLAY | 3:24    |  |
| 5.                                  | "Galaxy"                  | Zaya (Joombas) | Mariella "Bambi" Garcia Balandina (Mr Radar) Mimmi Gyltman MooF (Joombas)                                                          | MooF (Joombas)                    | 3:46    |  |
| Duração total:                      | Duração total:            | Duração total: | Duração total: | Duração total:                    | 15:22   |  |

| What Do I Call You – Edição CD e vinil |                |                |                                                            |                |         |  |
| N.º                                    | Título         | Letras         | Música                                                     | Arranjos       | Duração |  |
| 6.                                     | "Happy"        | Lee Seu-ran    | Chris Wahle Chelcee Grimes Samuel Gerongco Robert Gerongco | Chris Wahle    | 3:41    |  |
| Duração total:                         | Duração total: | Duração total: | Duração total:                                             | Duração total: | 19:03   |  |

## Desempenho nas paradas musicais
Após o lançamento de What Do I Call You, sua faixa-título homônima atingiu o primeiro lugar nas paradas musicais dos serviços de música online sul-coreanos e as outras faixas do EP também obtiveram  classificações. What Do I Call You se posicionou no iTunes Albums Charts em 22 regiões, empatando com seu segundo álbum de estúdio Purpose de 2019. O material também atingiu o primeiro lugar de vendas de álbuns digitais, no QQ Music e KuGou, os maiores serviços de música chineses.
Na Coreia do Sul, What Do I Call You estreou na quarta posição da Gaon Album Chart com 99.065 cópias vendidas. O EP tornou-se o sétimo álbum top dez de Taeyeon no país, e quebrou o recorde de maior vendagem de uma solista feminina em 2020, com 89.263 cópias no Hanteo. Em fevereiro de 2021, vendeu mais de 124.442 unidades na Coreia do Sul, tornando-se seu quinto álbum a conquistar vendas superiores a 100.000 cópias e levou Taeyeon a tornar-se a primeira artista solo feminina a ter cinco álbuns vendidos com mais de 100.000 unidades pela Gaon Album Chart.
| Paradas (2020)                    | Melhor posição |
| --------------------------------- | -------------- |
| Coreia do Sul (Gaon Album Chart)  | 4              |
| Japão (Billboard Download Albums) | 10             |
| Japão (Billboard Hot Albums)      | 48             |

| Paradas (2020)                   | Melhor posição |
| -------------------------------- | -------------- |
| Coreia do Sul (Gaon Album Chart) | 7              |
| Coreia do Sul (Gaon Album Chart) | 32             |

| Paradas (2020)                   | Melhor posição |
| -------------------------------- | -------------- |
| Coreia do Sul (Gaon Album Chart) | 83             |

### Vendas
| Região                           | Vendas  |
| -------------------------------- | ------- |
| China (digital)                  | 56,535  |
| Coreia do Sul (Gaon Album Chart) | 124,442 |

## Histórico de lançamento
| Região        | Data                    | Formato                       | Gravadora  | Ref.          |
| ------------- | ----------------------- | ----------------------------- | ---------- | ------------- |
| Coreia do Sul | 15 de dezembro de 2020  | CD download digital streaming | SM Dreamus | [ 29 ]        |
| Mundo         | 15 de dezembro de 2020  | download digital streaming    | SM         | [ 30 ] [ 31 ] |
| Coreia do Sul | 25 de fevereiro de 2021 | vinil                         | SM Dreamus | [ 32 ]        |